# Stereo World
Stereo World — перший сингл британського рок-гурту Feeder, випущений 1996 року. Сингл був випущений одночасно з виходом альбому Swim. Але також пісню було перезаписано до першого альбому Polythene. Головною темою пісні є ескапізм.

## Відео
Відеокліп було відзнято у 1996 році. На відео показано гурт, що грає, їдучи в ліфті з написом «Feeder», в той час як коло кабіни пробігають фанати гурту та пропливає велетенська риба. Під час приспіву фронтмен гурту постійно з'являється на полі.

## Список композицій

### CD
1. «Stereo World» — 3:28
2. «My Perfect Day» (original version) — 4:38
3. «Change» — 3:23
4. «World Asleep» — 4:18

### 7" vinyl
1. «Stereo World» — 3:28
2. «My Perfect Day» (original version) — 4:38